# Ninsun
Ninsun je postavou sumerské mytologie, jedinou dcerou krále Enmerkara a zemské bohyně Uraš. Tato bohyně je známá především z Eposu o Gilgamešovi jakožto matka samotného Gilgameše, jehož otcem byl smrtelník Lugalbanda, král města Uruk. Jméno Ninsun (také uváděné v podobě Ninsumun nebo Ninisina) má význam „Paní divoká kráva“ a souvisí s archaickým kultem pastevectví dobytka — jejím protějškem v egyptském náboženství byla Hathor. Ninsun bývá také ztotožňována s bohyní lékařství Gulou, uctívanou Babylóňany. Centrem jejího kultu byl Lagaš.